# Kusttram
Kusttram (holland nyelven: Kusttram) Belgium tengerparti részén található villamosüzem. Összesen egy vonalból áll, a hálózat teljes hossza 67 km. Jelenlegi üzemeltetője a De Lijn. Jelenleg ez a világ leghosszabb villamos/light rail vonala, de 2022-ben már csak a második helyen lesz a Los Angeles-i A vonal után.
A vágányok 1000 mm-es nyomtávolságúak, az áramellátás felsővezetékről történik, a feszültség 600 V egyenáram. 
A forgalom 1885-ben indult el.

## Képek

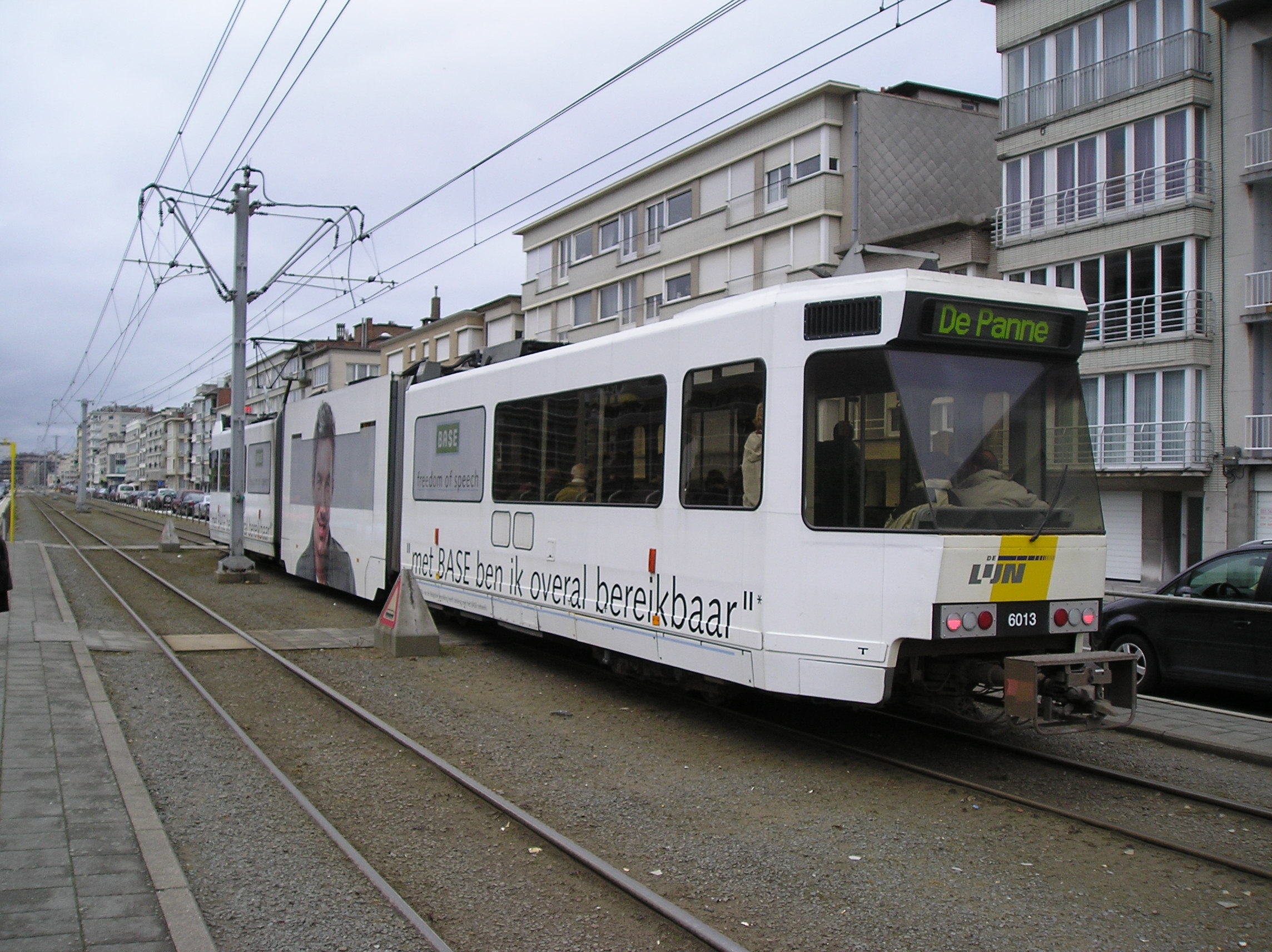
Villamos Oostende Henegouwenstraat megállóban (bezárt)
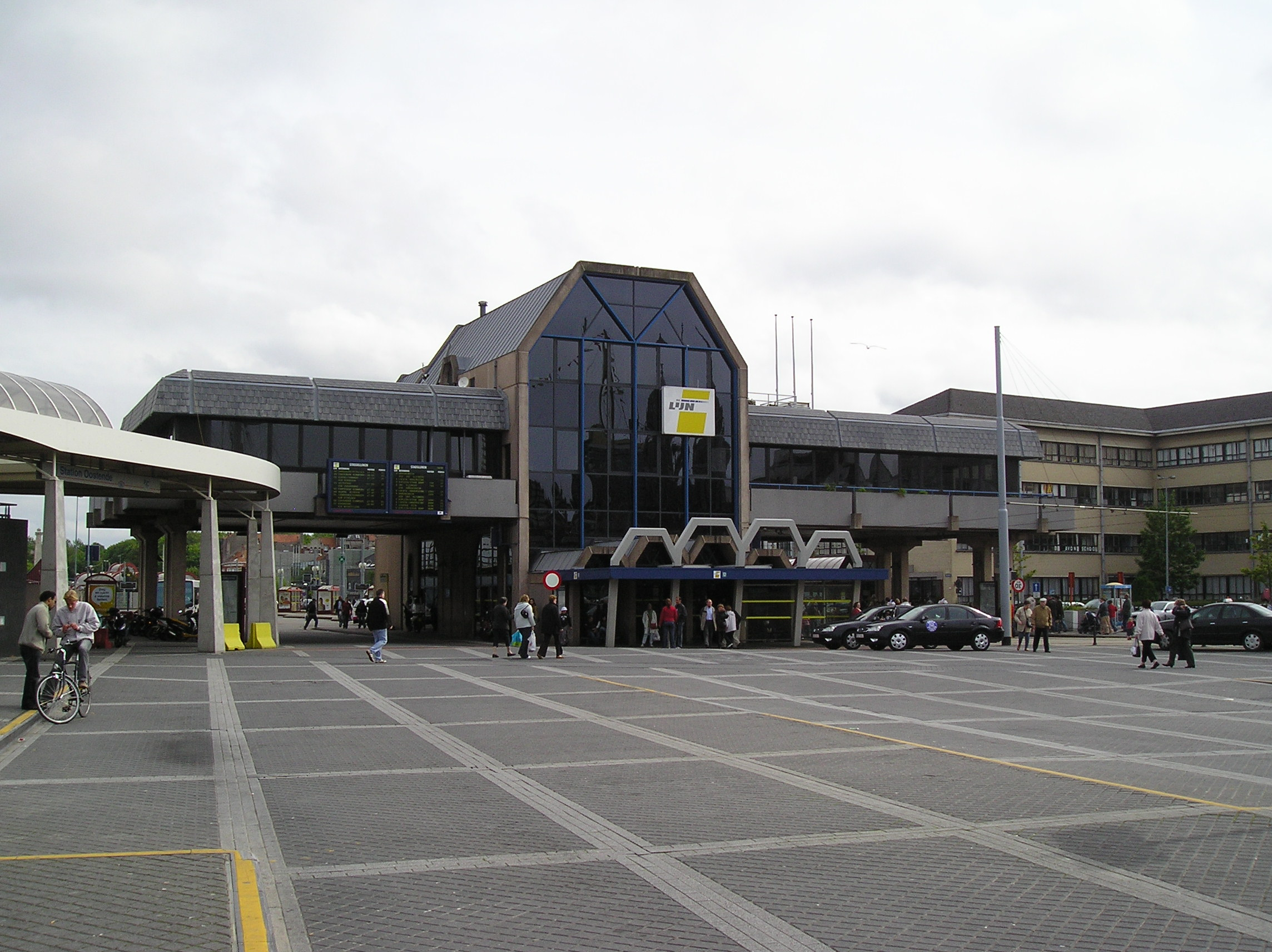
Ostend(régi villamos állomás, 2019-ben lebontották)
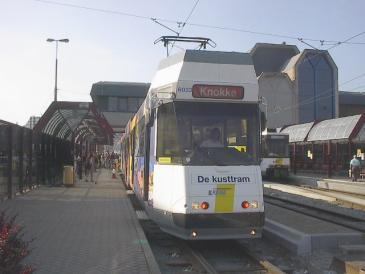
Tram in Oostende station, 2019-ben lebontották)
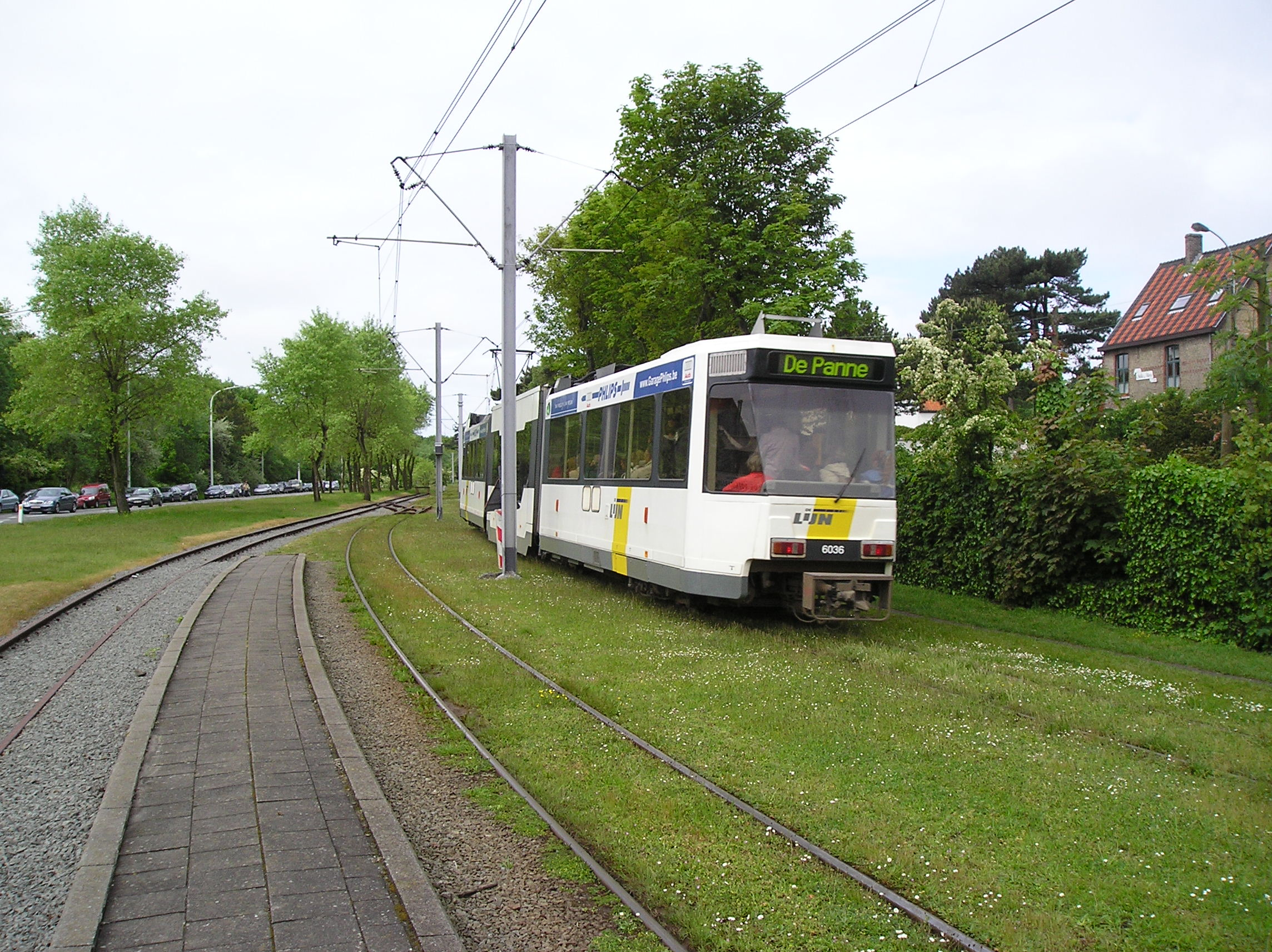
Villamos hagyja el De Haan állomást
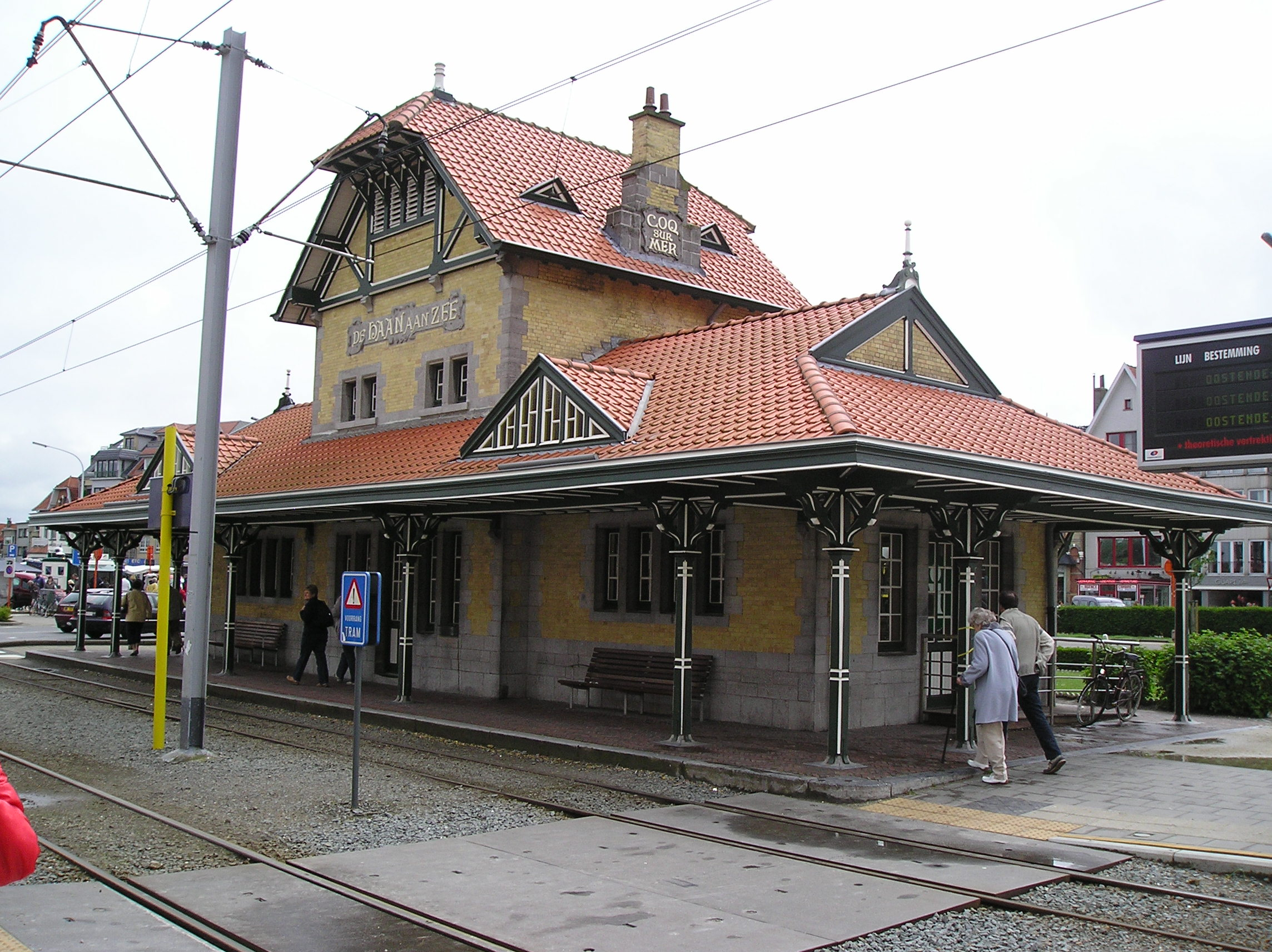
De Haan állomás (1902-től)
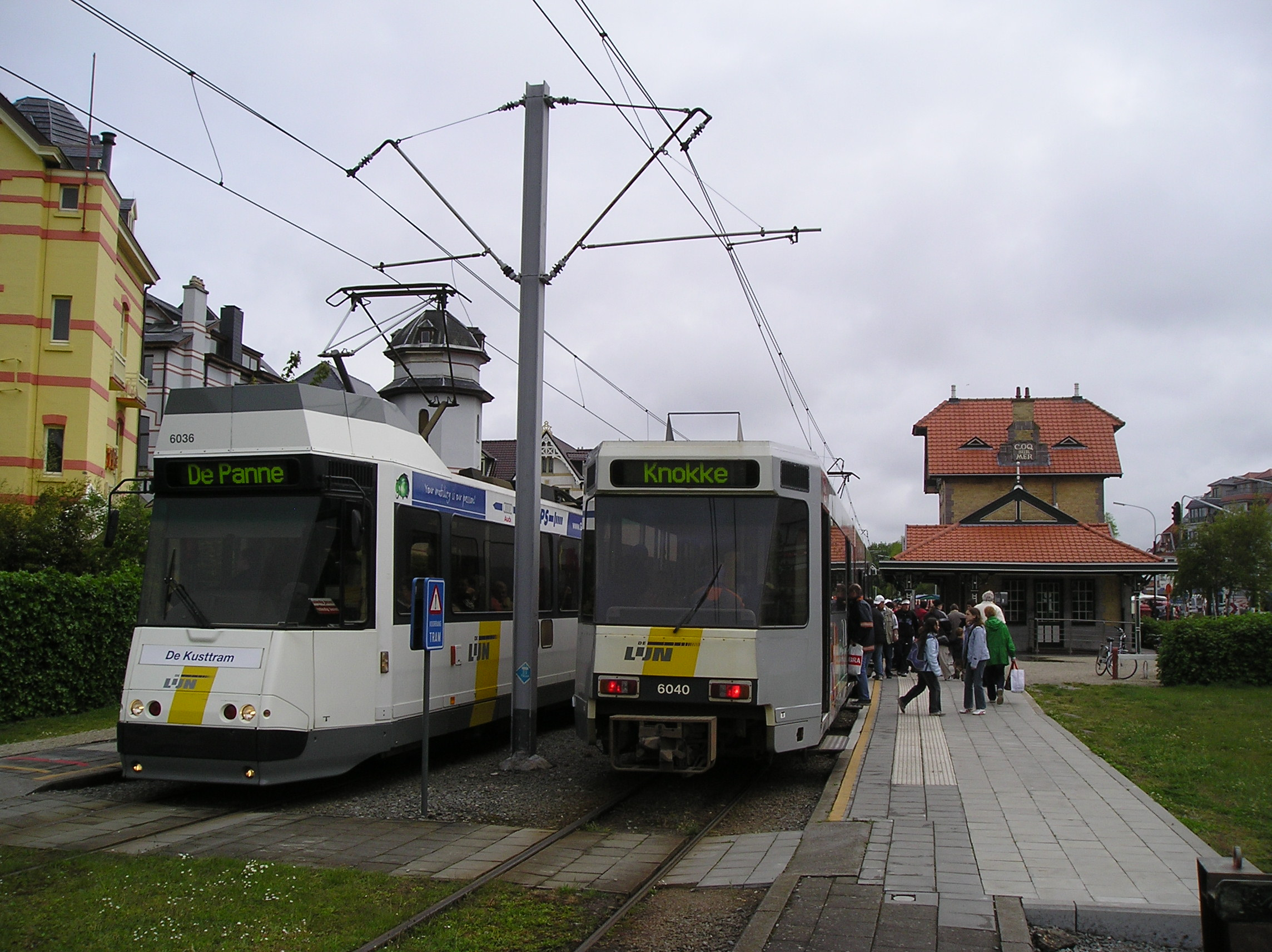
Villamosok találkozója De Haan állomáson
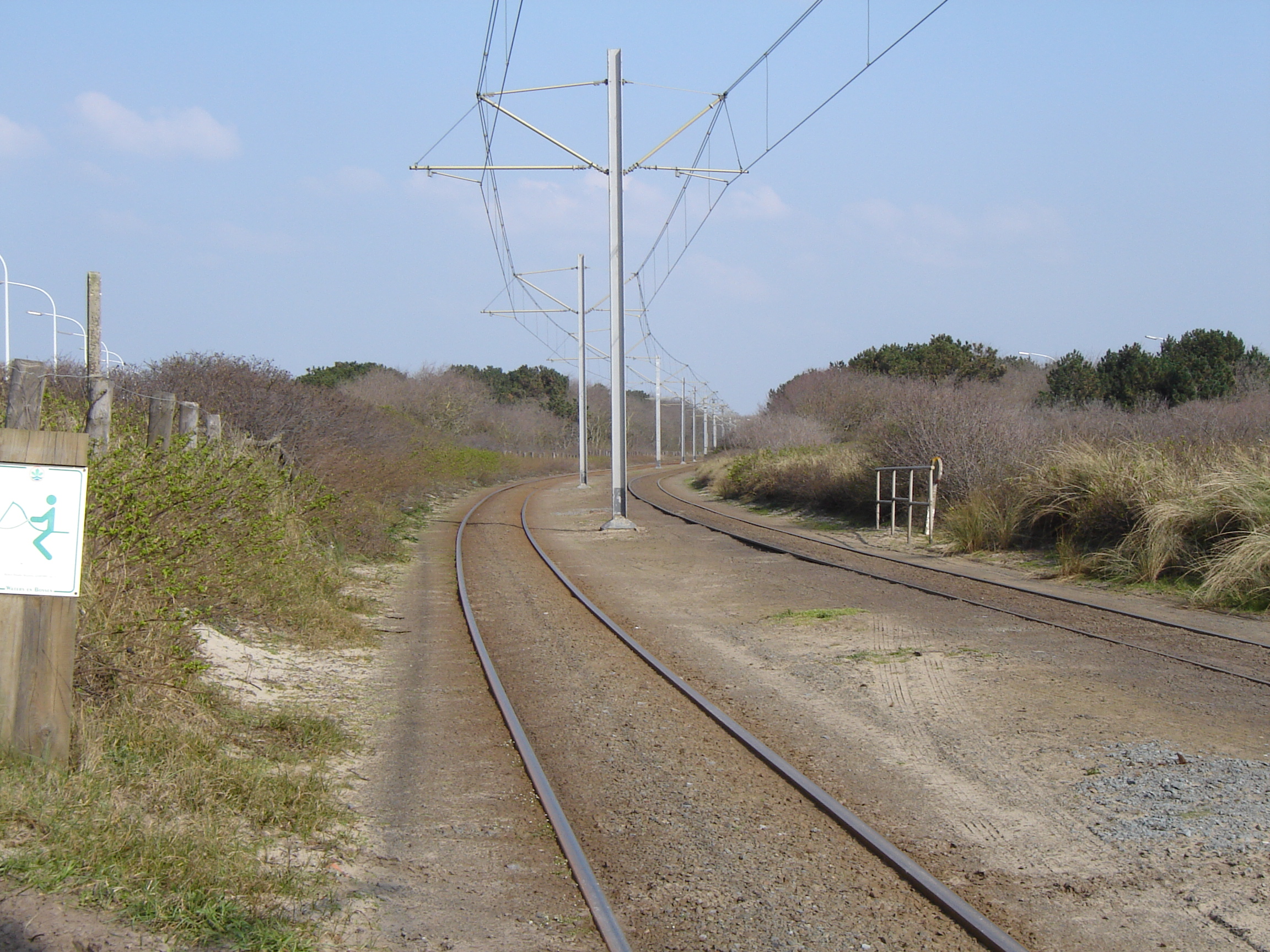
Vágányok De Haan és Wenduine között
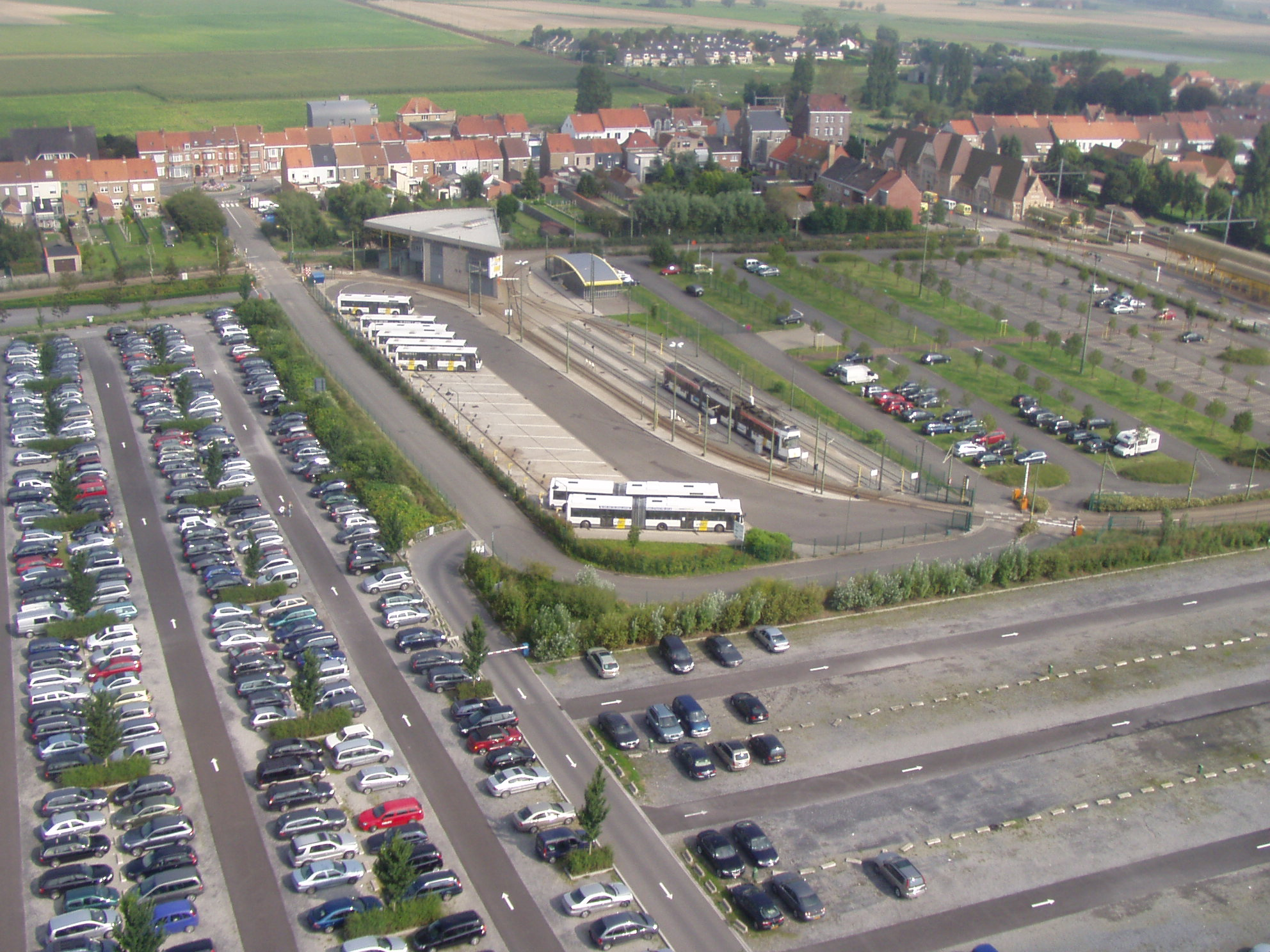
Adinkerke kocsiszín
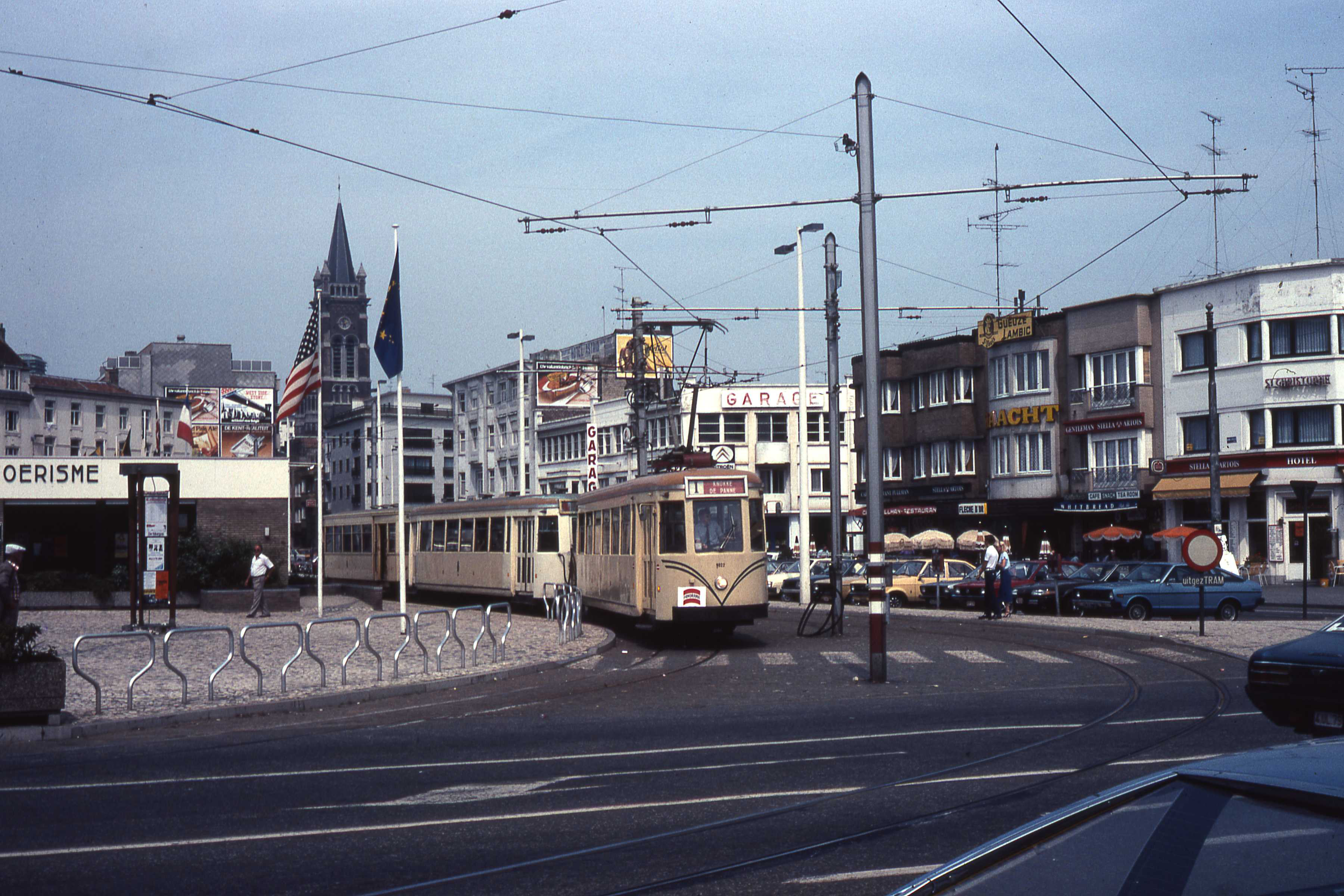
Klasszikus villamos az 1980-as években (Blankenberge)
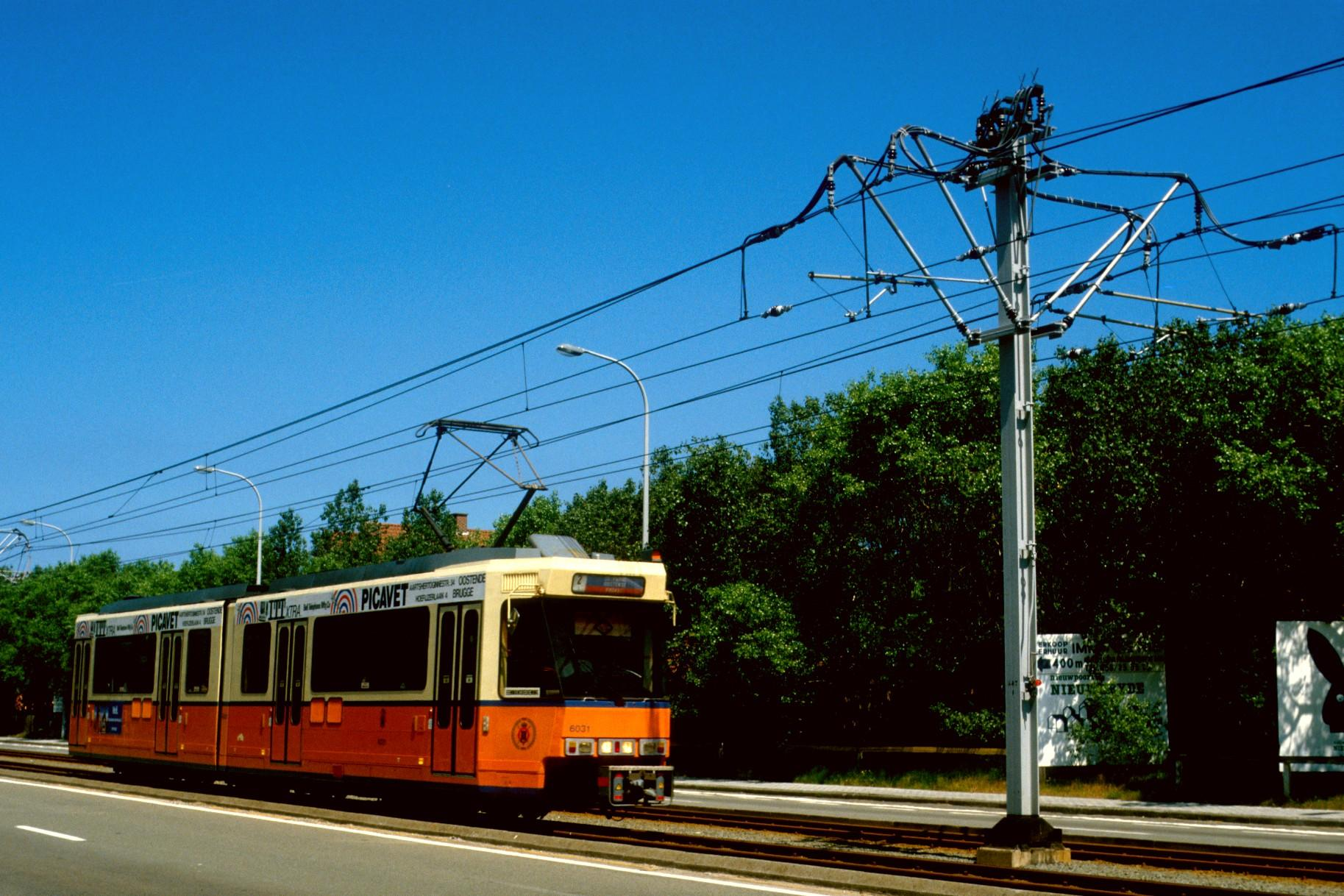
Nieuwpoort 1986-ban
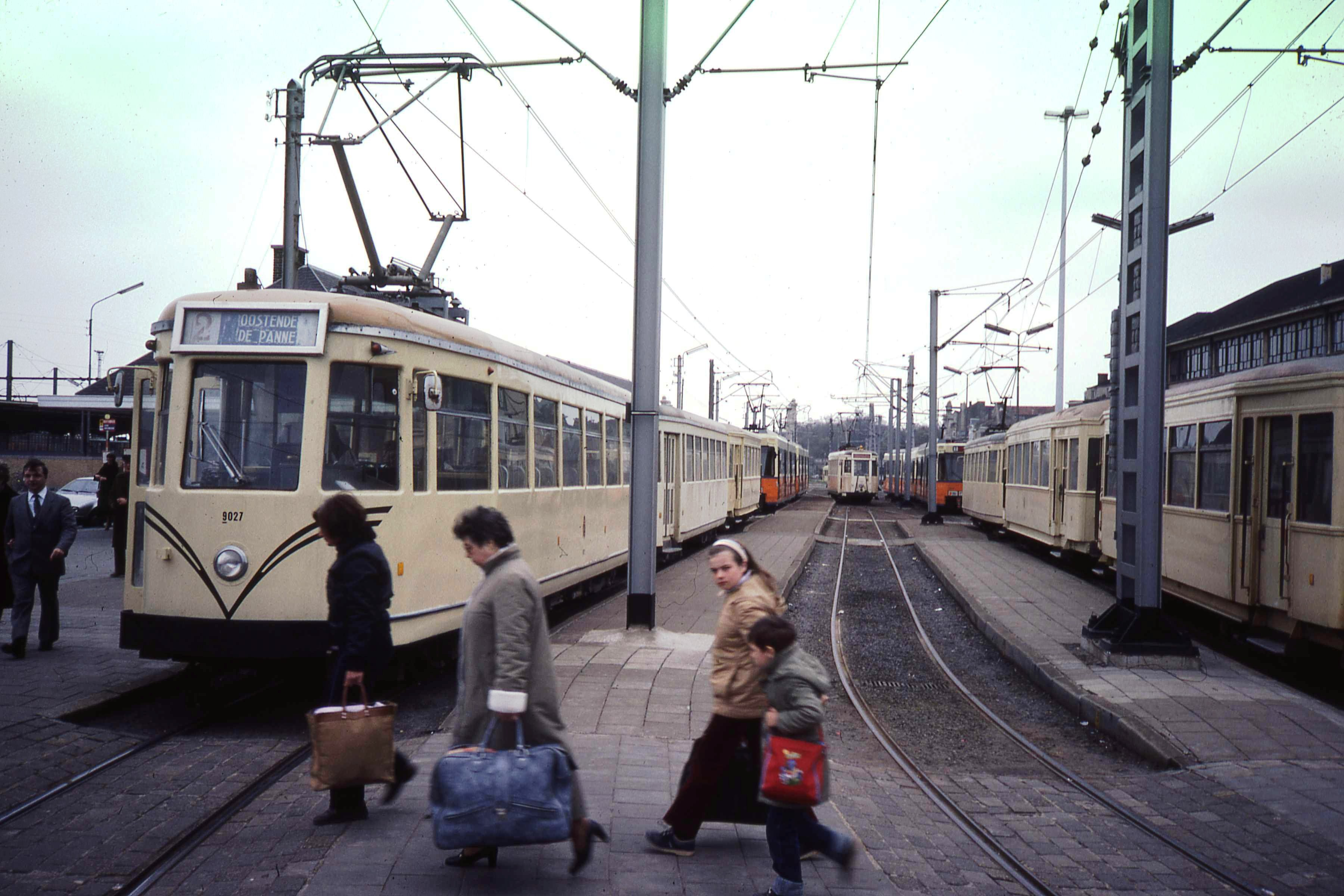
Oostende 1982-ben
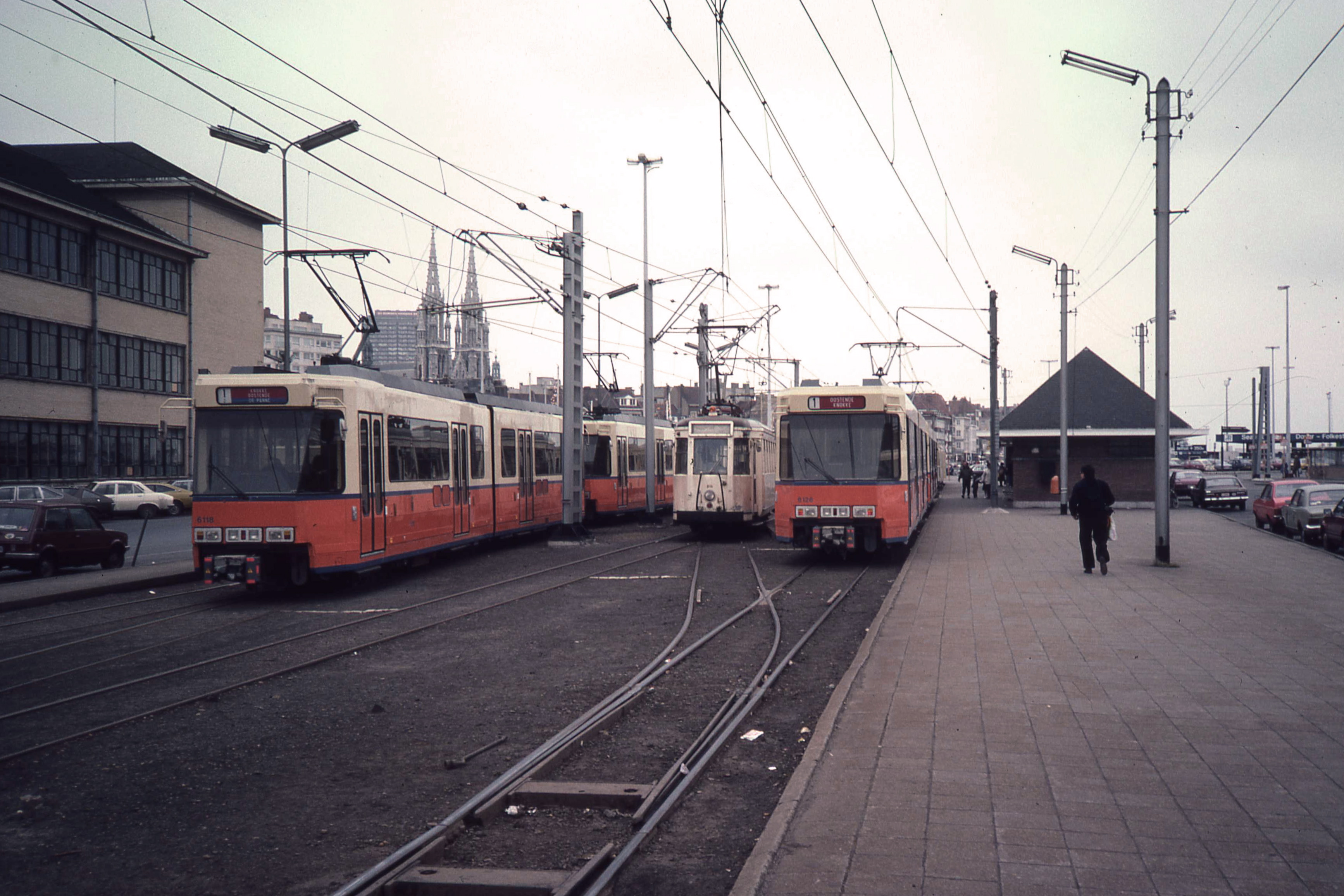
Oostende 1982-ben